# 吕店乡 (伊川县)
吕店乡是中国河南省洛阳市伊川县下辖的一个乡。

## 行政区划
吕店乡下辖：吕店村、姚沟村、温沟村、姚堂村、苏沟村、南分水岭村、北村、霍沟村、周沟村、符村、于集村、王化沟村、后庄村、后窑村、沟张村、丁流村、赵庄村、竹园村、上庄村、西河村、王村、四院村、宋寨村、孙窑村、拉马店村、孙沟村、冯沟村、邵沟村、老庄村、张沟村、下范村、九洼村、翟沟村、袁庄村、海神庙村、邢坡村、魏窑村、梁沟村。